# Brown, Paine & Dowland
Die Brown, Paine & Dowland Ltd. war ein britischer Hersteller von Cyclecars, der in Shoreham-by-Sea (Sussex) ansässig war. 1913 baute das Unternehmen dort ein Cyclecar mit dem Namen BPD.
Der Wagen wurde von einem luftgekühlten V2-Motor von J.A.P. angetrieben, der 8 bhp (5,9 kW) abgab. Die Motorkraft wurde über ein Zweiganggetriebe und Riemen an die Hinterräder weitergeleitet. Es ist nicht bekannt, ob mehr als ein Prototyp entstanden sind.